# Moritz Amherd
Moritz Amherd (* 7. August 1935 in Meilen; † 17. Juli 2009) war ein Schweizer römisch-katholischer Theologe und Ökonom.

## Leben
Moritz Amherd studierte Theologie und Ökonomie und war von 1960 bis 1963 Sekretär des ersten Generalvikars im Kanton Zürich, Alfred Teobaldi, und von 1963 bis 1998 Generalsekretär der Zentralkommission. Amherd wirkte in den 1960er Jahren erheblich bei der öffentlich-rechtlichen Anerkennung der römisch-katholischen Kirche im Kanton Zürich mit, die Anerkennung wurde schliesslich 1963 ausgesprochen. Er engagierte sich für die Erarbeitung des Kirchengesetzes, das 1980 veröffentlicht wurde und mit dem 1983 für die römisch-katholische Körperschaft eine legislative Behörde (Römisch-katholische Synode des Kantons Zürich) eingeführt wurde.
Er war nach dem Zweiten Vatikanischen Konzil treibende Kraft und 1971 Gründer der Römisch-katholischen Zentralkonferenz der Schweiz (RKZ) und bis 1996 deren Geschäftsführer; zwischen 1996 und 1998 war er deren Präsident. 1998 ging er in den Ruhestand.
Auf seine Initiative hin sind im Kanton Zürich beispielsweise die Paulus-Akademie Zürich, die Fachstelle für Religionspädagogik, die Jugendseelsorge und die kirchliche Fachstelle bei Arbeitslosigkeit (DFA) entstanden und er baute die berufliche Vorsorge für Priester auf. Zudem engagierte er sich in zahlreichen Gremien der Schweiz, darunter das Institut für Religionsrecht an der Universität Freiburg, der Verwaltungsrat des Schweizerischen Pastoralsoziologischen Instituts in St. Gallen oder der Vorstand des Katholischen Mediendienstes in Zürich.
Er war von 2000 bis 2007 Mitglied des Schweizerischen Katholischen Missionsrates.
Zu der Krise um den Bischof Wolfgang Haas wurde Amherd mit dem Buch «Wolfgang Haas: Bischof ohne Volk – Volk ohne Bischof» überregional bekannt.

## Schriften
- Moritz Amherd, Louis Carlen: Das neue Kirchenrecht: seine Einführung in der Schweiz. NZN-Buchverlag, Zürich 1984, ISBN 3-85827-066-0.
- Moritz Amherd, Louis Carlen (Hrsg.): Räte in der Kirche zwischen Recht und Alltag. Universitätsverlag, Freiburg 1986, ISBN 3-7278-0385-1.
- Ein Bischof in Zürich? NZN-Buchverlag, Zürich 1987, ISBN 3-85827-077-6.
- Wolfgang Haas: Bischof ohne Volk – Volk ohne Bischof. Dokumentation und kritischer Kommentar der Ereignisse rund um den Fall Haas. NZN-Buchverlag, Zürich 1991, ISBN 3-85827-092-X.